# Campeonato Provincial de Fútbol de Segunda Categoría de Loja 2020
El Campeonato Provincial de Segunda Categoría de Loja 2020 fue un torneo de fútbol en Ecuador en el cual compitieron equipos de la Provincia de Loja. El torneo fue organizado por Asociación de Fútbol Profesional de Loja (AFPL) y avalado por la Federación Ecuatoriana de Fútbol. Empezó el 12 de septiembre de 2020 y finalizó el 17 de octubre de 2020. Participaron 4 clubes de fútbol y entregó un cupo al zonal de ascenso de la Segunda Categoría 2020 por el ascenso a la Serie B, además el campeón provincial clasificó a la Copa Ecuador 2021.

## Sistema de campeonato
El sistema determinado por la Asociación de Fútbol Profesional de Loja fue el siguiente:
- Se jugó una etapa única con los 4 equipos establecidos, fue todos contra todos ida y vuelta (6 fechas), al final el equipo que terminó en primer lugar clasificó a los zonales de Segunda Categoría 2020 como campeón provincial.[2]

## Efectos de la pandemia de coronavirus
Inicialmente el campeonato iba a desarrollarse entre los meses de mayo y julio de 2020, pero debido a la pandemia de COVID-19 en Ecuador se suspendió para dicha fecha, además 6 equipos se esperaba que participen en un principio, los cuales fueron Liga de Loja, Loja Federal, Sportivo Loja, Sport Villarreal, Valle de Catamayo y Libertad. Una vez que se relajaron las medidas de confinamiento la ASO Loja confirmó una reprogramación del torneo para el período comprendido entre los meses de agosto y octubre, cuatro equipos confirmaron su participación en el torneo, Loja Federal, Sportivo Loja, Valle Catamayo y Libertad; sin embargo existía la posibilidad de contar con la participación de Liga de Loja y Sport Villarreal. Finalmente el 24 de junio de 2020 se confirmó la no participación del equipo de la garra del oso, un día después se conoció que Sport Villarreal desistía de participar este año, sin recebir sanción alguna por parte de la FEF para ambos clubes.

## Equipos participantes
| Equipos participantes                      | Equipos participantes | Equipos participantes                             |
| ------------------------------------------ | --------------------- | ------------------------------------------------- |
|                                            |                       |                                                   |
| Equipo                                     | Ciudad                | Estadio                                           |
| Club Deportivo Loja Federal                | Loja                  | Estadio Federativo Reina del Cisne                |
| Club Deportivo Formativo Valle de Catamayo | Catamayo              | Estadio de la Liga Deportiva Cantonal de Catamayo |
| Club Sportivo Loja                         | Loja                  | Estadio Federativo Reina del Cisne                |
| Libertad Fútbol Club                       | Loja                  | Estadio Federativo Reina del Cisne                |

## Equipos por cantón
| Cantón   | N.º | Equipos                                         |
| -------- | --- | ----------------------------------------------- |
| Loja     | 3   | - Loja Federal - Sportivo Loja - Libertad F. C. |
| Catamayo | 1   | - Valle de Catamayo                             |

## Clasificación
| Pos. | Equipo            | Pts. | PJ | G | E | P | GF | GC | Dif. |  |
| ---- | ----------------- | ---- | -- | - | - | - | -- | -- | ---- |  |
| 1    | Libertad F. C.    | 14   | 6  | 4 | 2 | 0 | 19 | 2  | +17  |  |
| 2    | Valle de Catamayo | 11   | 6  | 3 | 2 | 1 | 15 | 6  | +9   |  |
| 3    | Loja Federal      | 8    | 6  | 2 | 2 | 2 | 10 | 6  | +4   |  |
| 4    | Sportivo Loja     | 0    | 6  | 0 | 0 | 6 | 4  | 34 | −30  |  |

 Fuente: Aso Loja
Criterios de clasificación: 1) Puntos; 2) Diferencia de goles; 3) Goles marcados
|  | Campeón y clasificado a los zonales de Segunda Categoría 2020. |

## Evolución de la clasificación
| Equipo / Jornada  | 01 | 02 | 03 | 04 | 05 | 06 |
| ----------------- | -- | -- | -- | -- | -- | -- |
| Libertad F. C.    | 1  | 1  | 1  | 1  | 1  | 1  |
| Valle de Catamayo | 3  | 3  | 3  | 2  | 3  | 2  |
| Loja Federal      | 2  | 2  | 2  | 3  | 2  | 3  |
| Sportivo Loja     | 4  | 4  | 4  | 4  | 4  | 4  |

## Resultados

### Primera vuelta
| Libertad     | 6 - 0 | Sportivo Loja     | Reina del Cisne | 12 de septiembre | 11:00 |
| Loja Federal | 0 - 0 | Valle de Catamayo | Reina del Cisne | 12 de septiembre | 15:00 |

| Sportivo Loja     | 0 - 5 | Loja Federal | Reina del Cisne | 19 de septiembre | 11:00 |
| Valle de Catamayo | 0 - 2 | Libertad     | Reina del Cisne | 19 de septiembre | 15:00 |

| Valle de Catamayo | 7 - 1 | Sportivo Loja | Reina del Cisne | 26 de septiembre | 11:00 |
| Libertad          | 1 - 1 | Loja Federal  | Reina del Cisne | 26 de septiembre | 15:00 |

### Segunda vuelta
| Sportivo Loja | 2 - 4 | Valle de Catamayo | Reina del Cisne | 3 de octubre | 11:00 |
| Loja Federal  | 0 - 1 | Libertad          | Reina del Cisne | 3 de octubre | 15:00 |

| Loja Federal | 4 - 1 | Sportivo Loja     | Reina del Cisne | 10 de octubre | 11:00 |
| Libertad     | 1 - 1 | Valle de Catamayo | Reina del Cisne | 10 de octubre | 15:00 |

| Sportivo Loja     | 0 - 8 | Libertad     | Reina del Cisne | 17 de octubre | 11:00 |
| Valle de Catamayo | 3 - 0 | Loja Federal | Reina del Cisne | 17 de octubre | 15:00 |

### Tabla de resultados cruzados
| Local \ Visitante | LIB | FED | CAT | SPO |
| ----------------- | --- | --- | --- | --- |
| Libertad F. C.    | —   | 1–1 | 1–1 | 6–0 |
| Loja Federal      | 0–1 | —   | 0–0 | 4–1 |
| Valle de Catamayo | 0–2 | 3–0 | —   | 7–1 |
| Sportivo Loja     | 0–8 | 0–5 | 2–4 | —   |

### Campeón
| |
| |
| Libertad F. C. 1.er título Clasifica a los zonales de la Segunda Categoría 2020 y a la Copa Ecuador 2021. |